# Gerardo de San Juan de la Cruz
Gerardo de San Juan de la Cruz (Santiago de la Puebla, Salamanca, 1878 - Toledo, 1922), fue un religioso carmelita e historiador español.
Fue autor de una edición crítica de las obras de San Juan de la Cruz publicada en Toledo entre 1912 y 1914.